# Prêt-à-Porter (film)
Prêt-à-Porter (alternativ titel på engelska: Ready to Wear) är en film från 1994 av Robert Altman. Filmen är en svart komedi om modeveckan, filmad i Paris.

## Rollista (urval)
| Marcello Mastroianni | – Sergei/Sergio           |
| Sophia Loren         | – Isabella de la Fontaine |
| Anouk Aimée          | – Simone Lowenthal        |
| Rupert Everett       | – Jack Lowenthal          |
| Julia Roberts        | – Anne Eisenhower         |
| Tim Robbins          | – Joe Flynn               |
| Kim Basinger         | – Kitty Potter            |
| Stephen Rea          | – Milo O'Brannigan        |
| Forest Whitaker      | – Cy Bianco               |
| Richard E. Grant     | – Cort Romney             |
| Lauren Bacall        | – Slim Chrysler           |
| Lyle Lovett          | – Clint Lammeraux         |
| Lili Taylor          | – Fiona Ulrich            |
| Sally Kellerman      | – Sissy Wanamaker         |
| Tracey Ullman        | – Nina Scant              |